# Boston United
Boston United (offiziell: Boston United Football Club) – auch bekannt unter dem Spitznamen The Pilgrims – ist ein im Jahre 1933 gegründeter Fußballverein aus der englischen Hafenstadt Boston. Hervorgegangen ist der Club aus dem „Boston Football Club“.
Boston United konnte zwar zahlreiche Amateurpokale und Meisterschaften erringen, der Durchbruch im Profifußball blieb jedoch versagt.
Heute spielt der Verein in der National League, also der fünften englischen Liga. Zuvor hatte der Verein seit 2002 bis zum Abschluss der Saison 2006/07 in der vierthöchsten Spielklasse agiert. War die Saison 2005/06 noch auf dem elften Platz beendet worden, bedeutete der Abstieg aus dem Profifußball der Football League im Jahre 2007 statt des Falls in die darunterliegende Conference National nach finanziellen Turbulenzen sogar den Sturz in die Sechstklassigkeit.
Die Heimspiele trägt der Klub im 6.645 Zuschauer fassenden Staffsmart Stadium (ehemaliges York Street Stadium) aus.

## Titel
- Meister der Central Alliance League: 1962
- Meister der United Counties League: 1966
- Meister der West Midland (Regional) League: 1967 und 1968
- Meister der Northern Premier League: 1973, 1974, 1976 und 1977
- Meister der Southern Football League: 2000
- Meister der Football Conference: 2002

Außerdem konnte der Club durch einen 2:1-Heimsieg über Scunthorpe United 2006 den Lincs Senior Cup (regionaler Amateurpokal) erringen.